# الرضوانية (أسوان)
قرية الرضوانية هي إحدى القرى التابعة لمركز إدفو في محافظة أسوان في جمهورية مصر العربية.